# Jewett City
Jewett City est un borough américain au sein de la town de Griswold, dans le comté de New London au Connecticut.
Jewett City est une ancienne ville industrielle située à la confluence des rivières Quinebaug et Pachaug,. La localité est fondée vers 1771 lorsque l'industriel Eleizer Jewett y construit un moulin (scierie et minoterie) sur la Pachaug. Elle devient un borough en 1895.

## Démographie
| 1890  | 1900  | 1910  | 1920  | 1930  | 1940  |
| ----- | ----- | ----- | ----- | ----- | ----- |
| 1 934 | 2 224 | 3 023 | 3 196 | 4 436 | 3 682 |

| 1950  | 1960  | 1970  | 1980  | 1990  | 2000  |
| ----- | ----- | ----- | ----- | ----- | ----- |
| 3 702 | 3 608 | 3 372 | 3 294 | 3 349 | 3 053 |

| 2010  | - | - | - | - | - |
| ----- | - | - | - | - | - |
| 3 487 | - | - | - | - | - |

Selon le recensement de 2010, Jewett City compte 3 487 habitants. Le borough s'étend sur 0,74 milles carrés (1,92 km2), dont 0,04 milles carrés (0,1 km2) d'étendues d'eau.